# الخوقع (فرع العدين)

تعديل مصدري - تعديل

الخوقع محلة تابعة لقرية المداد، التابعة لعزلة بني يوسف بمديرية فرع العدين إحدى مديريات محافظة إب في الجمهورية اليمنية، بلغ تعداد سكانها 52 حسب تعداد اليمن لعام 2004.